# Robert Sibbald
Robert Sibbald est un médecin, un naturaliste et un géographe écossais, né le 15 avril 1641 à Édimbourg, où il est mort le 9 août 1722.

## Biographie
Il fait ses études à Édimbourg, Leyde et Paris. C'est à Angers qu'il reçoit son titre de docteur en médecine en 1662 et commence à exercer à Édimbourg. En 1667, avec Sir Andrew Balfour (1630-1694), il fonde un jardin botanique d'Édimbourg et participe à la création du Royal College of Physicians d'Édimbourg qu'il dirige en 1684. L'année suivante, il devient professeur de médecine à l'université. En 1682, il est anobli et devient le géographe du roi Charles II ainsi que son médecin ordinaire.
Sibbald préside une commission en 1682 chargée de produire, non seulement une étude d'histoire naturelle de l'Écosse mais aussi la description géographique et historique du pays. Ses objectifs sont détaillés dès 1683 dans le Account of the Scotish Atlas, or the Description of Scotland. Il devait être publié deux parties (trois en comptant l'atlas) : Scotia Antiqua qui présente l'évolution historique de la nation écossaise ; Scotia Moderna qui décrit les ressources du pays ainsi que l'histoire contemporaine, le tout basé sur une analyse comté par comté. Son projet n'aboutit pas, seule la partie consacrée à l'histoire naturelle, Scotia Illustrata, est publiée en 1684.